# Naoki Hatta
Naoki Hatta (八田 直樹 Hatta Naoki?), född 24 juni 1986 i Mie prefektur, är en japansk fotbollsspelare.
Hatta började sin karriär 2005 i Júbilo Iwata. Med Júbilo Iwata vann han japanska ligacupen 2010.